# 메스 전투
메스 전투는 조지 S. 패튼 중장이 지휘하는 미 제3군과 오토 폰 크노벨스도르프 장군이 지휘하는 독일군 사이에서 1944년 9월 말부터 12월 중순까지 제2차 세계 대전 중에 프랑스 메스에서 벌어진 전투였다. 독일군의 강력한 저항으로 양측 모두 많은 사상자가 발생했다. 이 도시는 미군에 의해 점령되었으며 11월 22일에 공식적으로 중단되었다. 메스를 방어하는 마지막 요새는 12월 13일에 항복했다.
메스는 모젤강과 셀르강 사이에 있다. 메스의 요새는 참호와 터널을 연결하는 여러 요새와 관측소로 구성되었다. 1940년 프랑스가 패배했을 때 이 도시는 독일군에게 함락됐다. 프랑스가 함락 된 후,이 도시는 1918년에 잃어버린 독일 영토 대부분 지역과 마찬가지로 즉시 제 3 제국에 합병되었다. 그 당시 독일 국방군은 이곳을 중요하게 생각하지 않아 많은 대포와 장비를 줄였지만 요새는 여전히 강력하게 방어되고 잘 무장되었다.
그러나 연합군이 오버로드 작전을 통해 수립된 거점에서 "돌파"한 후, 미 제 3 군은 프랑스 전역에서 400 마일을 진군하였고 독일군은 무질서하게 후퇴했다. 제 3 군 보급선이 늘어남에 따라 보급 (특히 휘발유)이 부족해졌고, 드와이트 D. 아이젠 하워 최고 사령관은 제 3 군 진격을 중단하여 마켓 가든 작전에 보급품을 비축할 수 있도록 요청했다. 제 3 군의 이 일시 정지로 독일군은 연합군의 진군을 막기 위해 메츠를 재조직하고 강화할 시간을 벌었다.
메스의 방어는 오토 폰 크노벨스도르프 장군이 지휘하는 독일 제1군에 의해 수행되었다. 메스 부근에 위치한 독일군의 수는 4개반 사단 규모였다.

## 전투

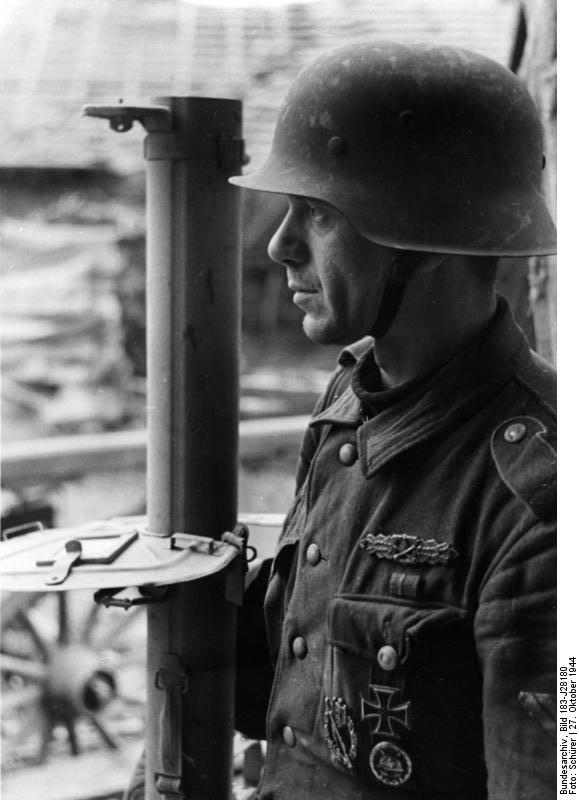
1944년 10월 27일 메스 근처에서 판처슈렉과 함께 독일 척탄병

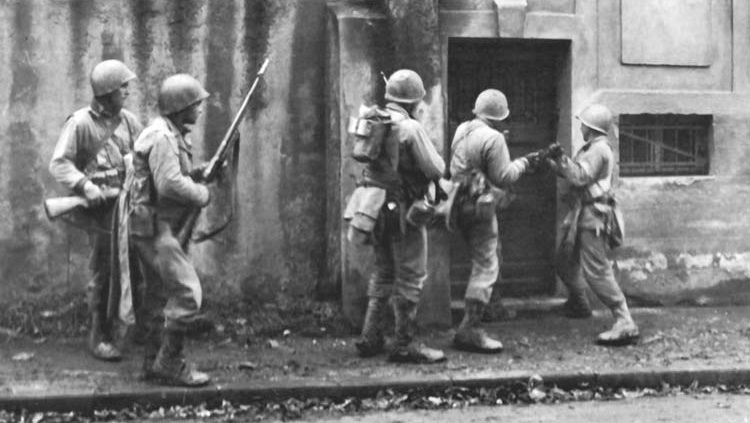
제95보병사단 병사가 1944년 11월 19일 메스에서 가택수색을 하는 모습.

미국 20군단의 기갑 부대는 모젤강 방향으로 정찰 작전을 수행하는 동안 1944년 9월 6일 제17SS기갑척탄병사단 예하 부대와 접촉했다. 9월 18일, 미국 정찰 부대는 독일군 기갑척탄병 부대를 다시 만났고, 미군은 독일군이 이 지역에 있을 것으로 예상하지 못했기 때문에 흩어져있는 부대를한데 모아야했다.
최초의 미군 공격은 제 95 보병 사단에 의해 시작되어 메스 북쪽으로 교두보를 마련하려했고 이 공격은 뒤따른 도시 재공격과 마찬가지로 독일군에 의해 격퇴되었다. 또 다른 공격에서 미군은 메스 남쪽의 모젤강을 가로 지르는 작은 교두보를 점령했다.
9월 말에 북쪽에 배치 된 독일군은 메스의 남쪽 지역으로 이동했고 일부 병력도 메스에서 철수했다. 이 국면 뒤 제12군단은 또 다른 공격을 시작했지만 독일 수비대에 의해 막혔다. 그 후 2주 동안 미군은 메스 지역에서 소규모 공격과 정찰로만 공세가 한정되었고, 이 기간 동안 20군단은 요새 대응 훈련을 받았다. 이때 미군 사령부는 동쪽 후방으로 메스를 공격하기로 결정했다.
11월 3일 미군은 새로운 공격을 시작하여 훈련 과정에서 익힌 전술의 도움으로 외각 방어 진지를 점령했다. 11월 14일 하인리히 키텔이 독일군의 새 사령관으로 임명되었다. 11월 17일 미군은 대부분의 요새를 고립시키고 도시를 공격했다. 독일군은 11월 17일 이후 후퇴하기 시작했고, 미군은 이틀 동안 그들을 추격했다. 미군은 11월 18일 메스에 입성했고 11월 21일 키텔은 부상을 입고 포로로 잡혔다. 도시 자체가 미군에 의해 점령되었고 11월 22일에 적대 행위가 공식적으로 중단되었지만 나머지 고립된 요새는 계속 유지되었다.
제20군단의 자르강 진격을 위한 포병용 탄약 보존을 위해 요새에 대한 직접 공격이 금지되었으며, 11월 26일 베르됭 요새가 항복한 후 고립된 요새가 하나씩 항복했지만 11월 말까지는 여러 요새가 여전히 버티고 있었다. 잔다르크 요새는 12월 13일 제3군단에 마지막으로 항복하였다.

## 결과
전투로 인해 독일군은 패배했지만, 독일군은 3개월 동안 미 제3군의 진격을 지연시키고 독일군이 자르강으로 조직적으로 철수하고 방어를 재조직 할 수 있도록 원래 목적을 달성했다. 양측의 사상자는 알려지지 않았지만 높았다.

## 참고